# Margarita Llopis Ponte
Margarita Llopis Ponte (La Coruña, 14 de febrer de 1935) és una arxivera espanyola.

## Trajectòria
Estudià Filosofia i Lletres a la Universitat de Santiago de Compostel·la i es llicencià en Història a la Universitat Complutense de Madrid. Presentà la seva tesi, dirigida per l'historiador de l'art Diego Angulo Íñiguez, l'any 1958. Es titulava La arquitectura renacentista en Galicia i tractava sobre la arquitectura gallega en època del Renaixament.
Llopis fou becària a l'Institut Jerónimo Zurita del Consell Superior d'Investigacions Científiques (CSIC) on, a partir de l'any 1958, encetà l'organització dels fons de publicacions de l'Institut i de la revista científica Hispania. Revista Española de Historia a la biblioteca. A més, realitzà una estància d'investigació a la Biblioteca Nacional de França.
L'any 1960, realitzà pràctiques de Paleografia i Diplomàtica a l'Arxiu Històric Nacional i investigà sobre l'administració de les Ordres Militars per part de la Família Fúcar. L'any següent, en 1961, ingressà en el Cos Facultatiu d'Arxivers, Bibliotecaris i Arqueòlegs. Estigué destinada a l'Arxiu General d'Índies (AGI), a Sevilla i al Registre de la Propietat Intel·lectual. Fou directora de l'Arxiu Històric Universitari de Santiago de Compostel·la.
L'any 1980, formà part de la directiva de l'Associació per a la Conservació i Protecció dels Cementiris Corunyesos, amb l'objectiu d'evitar tancaments i en defensa d'aquests.

## Obra
- 1958 – La arquitectura renacentista en Galicia. Universitat Complutense de Madrid. Facultat de Filosofia i Lletres. Departament d'Història.[2]
- Catàleg de l'Exposició commemorativa del Primer Centenari de la Llei de Propietat Intel·lectual (1879-1979).[7]
- Catàleg de l'Exposició commemorativa del Primer Centenari de la Llei de Propietat Intel·lectual (1879-1979). Biblioteca Nacional... 10 a 25 de gener de 1979.[8]

## Reconeixements
L'any 2020, s'inclogué dins del projecte “Mujeres Investigadoras en los Archivos Estatales (1900-1970)” per a la descripció arxivística i per a la creació d'un microlloc específic al Portal d'Arxius Espanyols (PARES), desenvolupat entre els anys 2020 i 2023. Aquest projecte ha estat impulsat per la Subdirecció General d'Arxius Estatals, amb l'objectiu de visibilitzar la tasca d'investigació realitzada a Espanya per dones en l'interval 1900-1970 a partir dels registres documentals que es conserven als Arxius de Gestió dels Arxius Espanyols del Ministeri de Cultura (l'Arxiu Històric Nacional, l'Arxiu de la Corona d'Aragó, l'Arxiu General de Simancas, l'Arxiu General d'Índies, l'arxiu de la Reial Cancelleria de Valladolid, l'Arxiu General de l'Administració i el Centre d'Informació Documental d'Arxius).